# البیت سیستمز

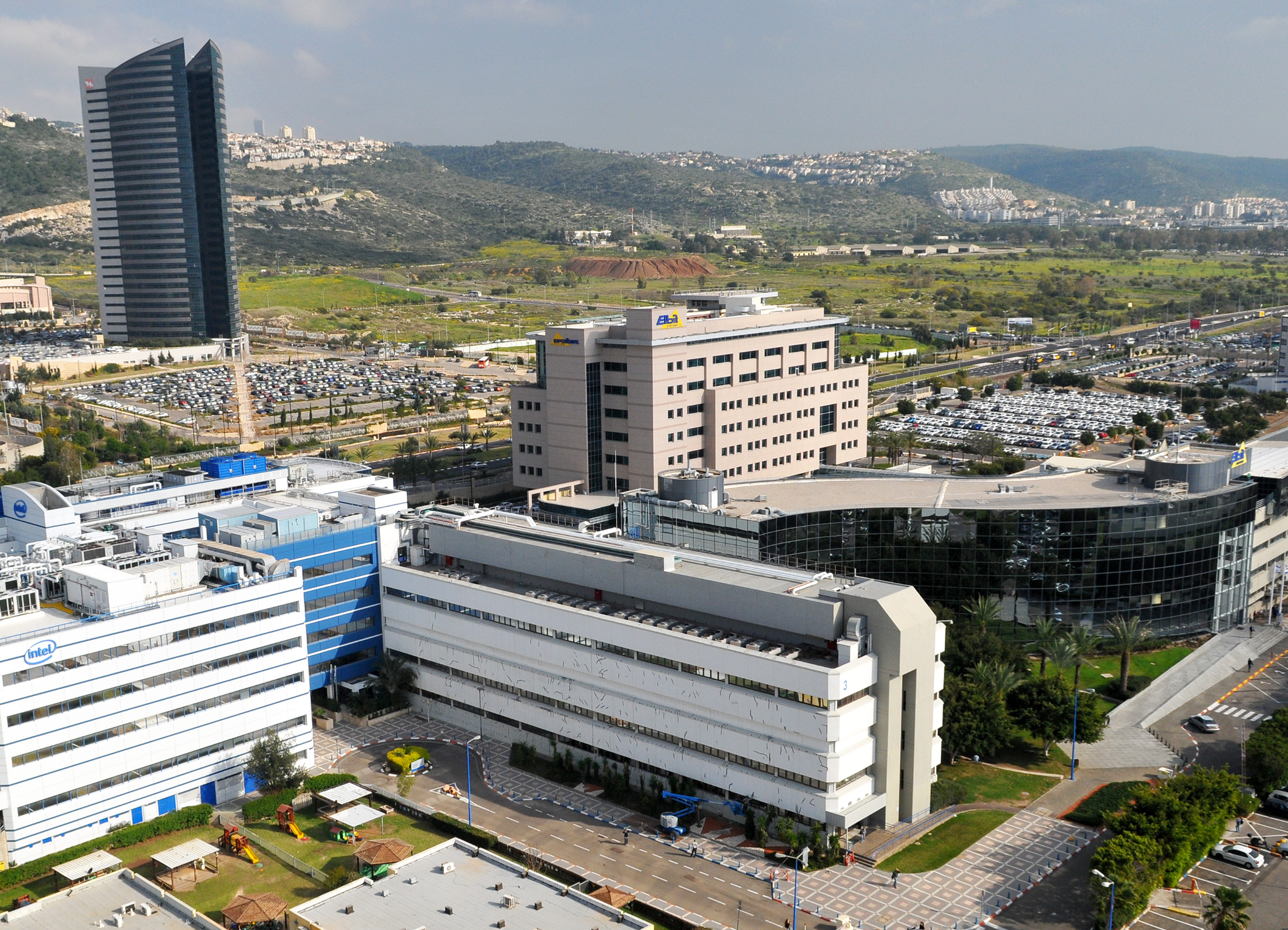
ساختمان مرکزی البیت سیستمز، در شهر حیفا

البیت سیستمز (به انگلیسی: Elbit Systems) شرکت هوافضا، صنایع جنگ‌افزاری و فناوری اطلاعات اسرائیلی است، که طیف گسترده‌ای از تجهیزات دفاعی و جنگ‌افزاری را تولید می‌کند. این تجهیزات شامل سیستم‌های ارتباطات رادیویی، هواپیماهای بدون سرنشین، انواع رادارها، تجهیزات نیروی دریایی، سلاح‌های کنترل از راه‌دور و جنگ‌افزارهای الکترونیکی است.
شرکت البیت سیستمز در سال ۱۹۶۷ توسط شرکت صنایع الکترونیکی الرون تأسیس شد و هم‌اکنون تجهیزات تولیدی خود را به کشورهای ایتالیا، فرانسه، رومانی، بریتانیا، ولز، کلمبیا، برزیل و ایالات متحده آمریکا صادر می‌کند.
دفتر مرکزی شرکت البیت در شهر حیفا، اسرائیل قرار دارد و بخشی از سهام آن در بازارهای بورس نزدک و بورس تل‌آویو معامله می‌شود. بزرگ‌ترین سهامدار این شرکت مایکل فیدرمن (۴۵٪) است، که هم‌اکنون به‌عنوان رئیس هیئت مدیره آن نیز فعالیت می‌کند.